# Île Exmouth
L'île Exmouth est l'une des six îles de la baie Norwegian à l'ouest de l'île d'Ellesmere. Elle fait partie des îles Parry des îles de la Reine-Élisabeth dans l'archipel arctique canadien.